# Outlaws (album)
| Recensione | Giudizio |
| ---------- | -------- |
| AllMusic   |          |

Outlaws è il primo album degli Outlaws, pubblicato dalla Arista Records nel 1975. Il disco fu registrato nel marzo del 1975 all'Elektra Sound Recorders di Los Angeles, California (Stati Uniti).
All'interno del disco vi sono presenti alcune delle canzoni più famose del gruppo quali There Goes Another Love Song, Green Grass and High Tides, Song For You e la strumentale Waterhole

## Tracce
Lato A
1. There Goes Another Love Song – 3:03 (Hughie Thomasson, Monte Yoho)
2. Song for You – 3:30 (Hughie Thomasson, Billy Jones)
3. Song in the Breeze – 3:03 (Henry Paul)
4. It Follows from Your Heart – 5:20 (Billy Jones)
5. Cry No More – 4:17 (Billy Jones)

Lato B
1. Waterhole – 2:04 (Outlaws)
2. Stay with Me – 3:29 (Henry Paul)
3. Keep Prayin' – 2:42 (Frank O'Keefe)
4. Knoxville Girl – 3:29 (Henry Paul)
5. Green Grass & High Tides – 9:47 (Hughie Thomasson)

## Formazione
- Hughie Thomasson - chitarra solista, voce
- Hughie Thomasson - voce solista (brani: There Goes Another Love Song, Song for You e Green Grass & High Tides)
- Billy Jones - chitarra solista, voce
- Billy Jones - voce solista (brani: It Follows from Your Heart, Cry No More e Keep Prayin')
- Henry Paul - chitarra elettrica, chitarra acustica, voce
- Henry Paul - voce solista (brani: Song in the Breeze, Stay with Me, Keep Prayin' e Knoxville Girl)
- Frank O'Keefe - basso
- Monte Yoho - batteria

Ospiti
- John David Souther - armonie vocali aggiunte (brano: It Follows from Your Heart)[1][4]